# Wecquaesgeek
Wecquaesgeek (Weckquaesgeek) /od wikwaskik, ' end of the marsh, or swamp.' — Gerard, jedno od devet plemena konfederacije Wappinger, jezična porodica Algonquian, koji su obitavali između rijeka Hudson, Bronx i Pocantico, odnosno (po Hodgeu) u okruzima Westchester u New Yorku i Fairfield u Connecticutu. Ovo nekad snažno pleme stradalo je masakrima 1643. i 1644. godine koje su izveli Nizozemci i Englezi. Godine 1643. pobijeno ih je preko stotinu tijekom jedne noći, te između 500 i 700 njih i Wappingera blizu Greenwicha u Connecticutu. Godine 1663. preostalo je tek jedno njihovo utvrđeno naselje ( 'castle' ) s oko 400 duša, koji su se uspjeli održati do 1689.
Naselja Weckquaesgeeka bila su opasana palisadama konstruiranih od drvenih dasaka debljine 5 inči (13 centimetara) i visokih 9 stopa (nešto manje od 3 metra). Jedno od njihovih sela zvalo se Alipconk.

## Ostali nazivi
Highland Indijanci, Wechquaeskeck, Weckquaskeck, Weckquesick, Wecks, Wecquaesgeet, Weeckquesqueeck, Wequa-esgecks, Weskeskek, Wesquecqueck, Wetquescheck, Wicguaesgeck, Wickerscreek, Wickerscreeke, Wickersheck, Wickwaskeck, Wicquaesgecker, Wicquaskaka, Wiechquaeskeck, Wiechquaesqueck, Wiechquaskeck, Wieckquaeskecke, Wiequaeskeck, Wiequaskeck, Wighquaeskeek, Wikagyl, Wiquaeshex, Wiquaeskeck, Wiskerscreeke, Witqueschack, Witquescheck, Witqueschreek, Wyckerscreeke, Wyquaesque

## Vanjske poveznice
- New York Indian Tribes Arhivirana inačica izvorne stranice od 23. prosinca 2010. (Wayback Machine)